# 薬師寺広
薬師寺 広（やくしじ ひろし 1956年〈昭和31年〉1月8日 - ）は、日本のゴルフジャーナリスト。元瀬戸内海放送局アナウンサー。

## 人物
岡山県出身。瀬戸内海放送に8年間勤務。その後上京しフリーアナウンサーとなり、ニュース、スポーツ中継などに携わる。1996年、アメリカ合衆国のゴルフ専門の衛星放送「ザ・ゴルフチャンネル」にスカウトされ、ゴルフジャーナリスト活動を本格的に開始するため渡米。2000年、PGAツアーの技術認定試験（PAT）に出場し合格。アメリカ2部ツアーや全米オープンゴルフの予選大会にも出場した。
帰国後、スカパー!のゴルフネットワークのコメンテーターを中心に、男女・シニアを含め年に240試合以上にわたるゴルフ中継の実況を担当している他、ゴルフに関するジャーナリスト活動や講演会などに出演している。

## 主な出演歴

### 瀬戸内海放送
- KSBニュース
- おはようせとないかい

### フリーアナウンサー
| 期間       | 期間      | 番組名                                     | 役職 |
| ---------- | --------- | ------------------------------------------ | --- |
| 1991年4月  | 1994年9月 | CNNデイブレイク（テレビ朝日）              | 情報デスク担当キャスター ※1992年10月から1993年3月まで月～木曜日に、同年4月から月～水曜日に次々へと出演曜日を縮小 |
| 1994年10月 | 1996年9月 | 朝イチ!N天CNN（テレビ朝日）                | （不明） |
| 1994年10月 | 1997年9月 | お昼のN天ワイド（テレビ朝日）              | 前半部分の特集コーナー随時出演                                                                                   |
| 1995年11月 | 1999年3月 | 東京NEWS（東京メトロポリタンテレビジョン） | アンカーパーソン                                                                                                 |

### ゴルフネットワーク
- ゴルフ中継